# Festigny (Yonne)
Festigny település Franciaországban, Yonne megyében. Lakosainak száma 92 fő (2022. január 1.). Festigny Courson-les-Carrières, Coulanges-sur-Yonne, Crain és Mailly-le-Château községekkel határos.

## Népesség
A település népességének változása:
| Lakosok száma | 79   | 82   | 86   | 89   | 90   | 91   | 92   | 92   | 92   |
|               | 2013 | 2015 | 2016 | 2017 | 2018 | 2019 | 2020 | 2021 | 2022 |